# Forcipomyia atopia
Forcipomyia atopia är en tvåvingeart som beskrevs av Yu och Liu 2000. Forcipomyia atopia ingår i släktet Forcipomyia och familjen svidknott.
Artens utbredningsområde är Jiangxi (Kina). Inga underarter finns listade i Catalogue of Life.